# Miyazu
Miyazu (宮津市, Miyazu-shi) est une municipalité ayant le statut de ville dans la préfecture de Kyoto, au Japon.

## Géographie

### Situation
Miyazu est située dans le nord-ouest de la préfecture de Kyoto, au bord de la baie de Wakasa.

### Démographie
En mars 2024, la ville de Miyazu comptait 15 955 habitants, répartis sur une superficie de 172,74 km2.

### Hydrographie
Miyazu est bordée par le fleuve Yura à l'est.

## Histoire
La ville moderne de Miyazu a été créée le 1er juin 1954.

## Culture locale et patrimoine
- Amanohashidate, l'une des trois vues les plus célèbres du Japon.
- Kono-jinja
- L'église de Miyazu, plus ancienne église catholique encore en activité au Japon[2]. En 1896, un missionnaire français, le Père Louis Relave, né à Marcenod, fonde l'église catholique de Miyazu pour diffuser la foi catholique jusqu'à sa mort, en 1941. Malheureusement, en 2018, l'église doit fermer ses portes au public, car sa vétusté pose des risques de sécurité[3]. Une cagnotte en ligne clôturée en 2021 a permis de récolter des fonds pour la restauration du bâtiment qui a démarré cette même année[4].

## Transports
Miyazu est desservie par les lignes Miyafuku et Miyazu de la Kyoto Tango Railway. La gare de Miyazu est la principale gare de la ville.

## Jumelages
Miyazu est jumelée avec :
- Nelson (Nouvelle-Zélande) ;
- Delray Beach (États-Unis).